# Pallacanestro Cantù 2014-2015
Questa voce raccoglie le informazioni riguardanti la Pallacanestro Cantù nelle competizioni ufficiali della stagione 2014-2015.

## Stagione
La stagione 2014-2015 della Pallacanestro Cantù, sponsorizzata Acqua Vitasnella, è la 58ª nel massimo campionato italiano di pallacanestro. Il club lombardo, con la sponsorizzazione FoxTown, partecipa all'Eurocup.
Per la composizione del roster si decise di tornare alla scelta della formula del 5+4+3, con 7 giocatori stranieri (3 non comunitari FIBA e 4 comunitari) e 5 giocatori di formazione italiana.

## Roster
| Acqua Vitasnella - FoxTown Cantù 2014-15 | Acqua Vitasnella - FoxTown Cantù 2014-15 |
| Giocatori                                | Staff tecnico                            |
| ---------------------------------------- | ---------------------------------------- |

| N. | Naz.                                                | Ruolo | Nome                | Anno | Alt.   | Peso   |  |
| -- | --------------------------------------------------- | ----- | ------------------- | ---- | ------ | ------ |  |
| 1  | Stati Uniti (bandiera)                              | P     | Darius Johnson-Odom | 1989 | 187 cm | 98 kg  |  |
| 4  | Stati Uniti (bandiera) · Rep. Dominicana (bandiera) | G     | James Feldeine      | 1988 | 193 cm | 86 kg  |  |
| 5  | Italia (bandiera)                                   | AP    | Awudu Abass (C)     | 1993 | 200 cm | 100 kg |  |
| 8  | Italia (bandiera)                                   | P     | Giacomo Bloise      | 1990 | 183 cm | 70 kg  |  |
| 9  | Italia (bandiera)                                   | P     | Marco Laganà        | 1993 | 197 cm | 84 kg  |  |
| 15 | Italia (bandiera)                                   | AG    | Giacomo Maspero     | 1992 | 204 cm | 102 kg |  |
| 16 | Senegal (bandiera)                                  | C     | Cheikh Mbodj        | 1987 | 208 cm | 107 kg |  |
| 18 | Stati Uniti (bandiera)                              | AP    | DeQuan Jones        | 1990 | 203 cm | 100 kg |  |
| 19 | Georgia (bandiera)                                  | C     | Giorgi Shermadini   | 1989 | 216 cm | 120 kg |  |
| 22 | Stati Uniti (bandiera) · Ungheria (bandiera)        | AG    | Damian Hollis       | 1988 | 203 cm | 103 kg |  |
| 25 | Croazia (bandiera)                                  | AG    | Ivan Buva           | 1991 | 208 cm | 107 kg |  |
| 30 | Italia (bandiera)                                   | P     | Stefano Gentile     | 1989 | 191 cm | 90 kg  |  |
| 31 | Stati Uniti (bandiera) · Bulgaria (bandiera)        | C     | Eric Williams       | 1984 | 206 cm | 128 kg |  |
| 37 | Stati Uniti (bandiera)                              | AP    | Metta World Peace   | 1979 | 201 cm | 118 kg |  |
| -  | Italia (bandiera)                                   | G     | Biram Baparapè      | 1997 | 190 cm | 75 kg  |  |
| -  | Italia (bandiera)                                   | A     | Fabio Bugatti       | 1998 | 190 cm |        |  |
| -  | Italia (bandiera)                                   | A     | Matteo Fioravanti   | 1997 | 194 cm |        |  |
| -  | Italia (bandiera)                                   | AP    | Davide Fontana      | 1996 | 192 cm |        |  |
| -  | Italia (bandiera)                                   | G     | Mattia Molteni      | 1996 | 190 cm | 80 kg  |  |
| -  | Italia (bandiera)                                   | AP    | Giacomo Siberna     | 1996 | 190 cm |        |  |
| -  | Italia (bandiera)                                   | AG    | Chris Ukaegbu       | 1996 | 197 cm |        |  |
| -  | Italia (bandiera)                                   | P     | Ruben Zugno         | 1996 | 182 cm | 80 kg  |  |

| Allenatore |
| - Stefano Sacripanti |
| Assistente/i |
| - Nicola Brienza - Massimiliano Oldoini Legenda - (C) Capitano - (IN) Inattivo - Infortunato Roster Aggiornato al: 25 maggio 2015 |

### Staff tecnico e dirigenziale
- Allenatore: Stefano Sacripanti
- Assistente: Massimiliano Oldoini
- Assistente: Nicola Brienza
- Preparatore Atletico: Roberto Bianchi
- Preparatore Atletico: Oscar Pedretti
- Medico: Federico Casamassima
- Medico: Marco Camagni
- Fisioterapista: Andrea Lanzi
- Fisioterapista: Christian Bianchi

- Presidente: Anna Cremascoli
- Vicepresidente: Natale Verga
- Amministratore Delegato: Luca Orthmann
- Direttore Sportivo: Daniele Della Fiori
- Team Manager: Paolo Avantaggiato
- Segretaria Generale: Cinzia Lauro
- Amministrazione: Virginia Bertani
- Addetto agli arbitri: Gianluca Solani
- Ufficio Stampa: Luca Rossini
- Marketing: Matteo Allevi
- Ticketing: Andrea Pini
- Addetto Arbitri: Carlino Cattaneo
- Responsabile Progetto Giovani Cantù: Antonio Munafò
- Responsabile Progetto Giovani Cantù: Alessandro Corrado
- Responsabile tecnico settore giovanile: Giorgio Gerosa

## Mercato

### Sessione estiva
| Acquisti | Acquisti            | Acquisti           | Acquisti       | Acquisti      |
| R.       | Nome                | da                 | Data           | Modalità      |
| -------- | ------------------- | ------------------ | -------------- | ------------- |
| C        | Cheikh Mbodj        | Īlysiakos          | 30 giugno 2014 | definitivo    |
| AG       | Damian Hollis       | Pall. Biella       | 4 luglio 2014  | definitivo    |
| P        | Giacomo Bloise      | Pall. Biella       | 7 luglio 2014  | definitivo    |
| PG       | Marco Laganà        | Pall. Biella       | 8 luglio 2014  | definitivo    |
| C        | Eric Williams       | Limoges CSP        | 18 luglio 2014 | definitivo    |
| AP       | DeQuan Jones        | Reno Bighorns      | 27 luglio 2014 | definitivo    |
| P        | Darius Johnson-Odom | Philadelphia 76ers | 2 agosto 2014  | definitivo    |
| G        | James Feldeine      | Fuenlabrada        | 8 agosto 2014  | definitivo    |
| AG       | Giacomo Maspero     | Brescia            | 19 agosto 2014 | fine prestito |

| Cessioni | Cessioni        | Cessioni           | Cessioni       |
| R.       | Nome            | a                  | Modalità       |
| -------- | --------------- | ------------------ | -------------- |
| PG       | Roberto Rullo   | Pall. Mantovana    | fine contratto |
| C        | Adrian Uter     | Leones de Ponce    | fine contratto |
| AG       | Maarty Leunen   | Ulma               | fine contratto |
| P        | Joe Ragland     | Olimpia Milano     | fine contratto |
| G        | Michael Jenkins | Oklahoma Blue      | fine contratto |
| C        | Denis Marconato | Basket Montichiari | fine contratto |
| GA       | Pietro Aradori  | Galatasaray        | fine contratto |
| C        | Marco Cusin     | Dinamo Sassari     | fine contratto |

### Dopo l'inizio della stagione
| Acquisti | Acquisti          | Acquisti          | Acquisti         | Acquisti   |
| R.       | Nome              | da                | Data             | Modalità   |
| -------- | ----------------- | ----------------- | ---------------- | ---------- |
| C        | Giorgi Shermadini | Olympiakos        | 13 novembre 2014 | definitivo |
| AG       | Metta World Peace | Sichuan B. Whales | 24 marzo 2015    | definitivo |

| Cessioni | Cessioni      | Cessioni       | Cessioni         | Cessioni                |
| R.       | Nome          | a              | Data             | Modalità                |
| -------- | ------------- | -------------- | ---------------- | ----------------------- |
| C        | Cheikh Mbodj  | Dinamo Sassari | 12 dicembre 2014 | rescissione consensuale |
| AG       | Damian Hollis | Rethymno       | 24 marzo 2015    | rescissione consensuale |

## Risultati

### Serie A

#### Regular season

##### Girone di andata
| Arbitri: | Alessandro Vicino Gianluca Sardella Guido Federico Di Francesco |

|                    |            |                    |
| Diawara 28         | Punti      | 22 Johnson-Odom    |
| Robinson 6         | Assist     | 3 Johnson-Odom     |
| Daniel 9           | Rimbalzi   | 6 Hollis, Williams |
| Gianmarco Pozzecco | Allenatori | Stefano Sacripanti |

| Arbitri: | Paolo Taurino Gianluca Calbucci Massimiliano Filippini |

|                    |            |                     |
| Johnson-Odom 20    | Punti      | 14 Anosike          |
| Johnson-Odom 5     | Assist     | 2 Cavaliero, Gaines |
| Hollis 10          | Rimbalzi   | 8 Anosike           |
| Stefano Sacripanti | Allenatori | Fabrizio Frates     |

| Arbitri: | Alessandro Martolini Maurizio Biggi Emanuele Aronne |

|                    |            |                    |
| Mitchell 26        | Punti      | 19 Johnson-Odom    |
| Sanders 4          | Assist     | 4 Johnson-Odom     |
| Pascolo 9          | Rimbalzi   | 5 Jones            |
| Maurizio Buscaglia | Allenatori | Stefano Sacripanti |

| Arbitri: | Manuel Mazzoni Tolga Sahin Dario Morelli |

|                    |            |               |
| Abass 18           | Punti      | 15 Hazell     |
| Johnson-Odom 8     | Assist     | 3 White, Ray  |
| Buva 8             | Rimbalzi   | 8 Gilchrist   |
| Stefano Sacripanti | Allenatori | Giorgio Valli |

| Arbitri: | Paolo Taurino Dino Seghetti Nicola Ranaudo |

|                          |            |                 |
| Feldeine 17              | Punti      | 17 Dyson        |
| Johnson-Odom, Feldeine 5 | Assist     | 6 Dyson         |
| Williams 12              | Rimbalzi   | 10 Lawal        |
| Stefano Sacripanti       | Allenatori | Romeo Sacchetti |

| Arbitri: | Roberto Chiari Michele Rossi Carmelo Lo Guzzo |

|             |            |                    |
| Kleiza 18   | Punti      | 17 Johnson-Odom    |
| Ragland 7   | Assist     | 4 Feldeine         |
| Samuels 10  | Rimbalzi   | 14 Williams        |
| Luca Banchi | Allenatori | Stefano Sacripanti |

| Arbitri: | Carmelo Paternicò Gianluca Sardella Mark Bartoli |

|                   |            |                         |
| Ivanov 19         | Punti      | 25 Feldeine             |
| Moore 9           | Assist     | 3 Johnson-Odom, Gentile |
| Ivanov 11         | Rimbalzi   | 8 Feldeine, Williams    |
| Vincenzo Esposito | Allenatori | Stefano Sacripanti      |

| Arbitri: | Alessandro Vicino Nicola Ranaudo Denis Quarta |

|                         |            |              |
| Feldeine, Shermadini 13 | Punti      | 23 James     |
| Johnson-Odom 3          | Assist     | 6 Pullen     |
| Shermadini 7            | Rimbalzi   | 13 James     |
| Stefano Sacripanti      | Allenatori | Piero Bucchi |

| Arbitri: | Lorenzo Baldini Michele Rossi Guido Federico Di Francesco |

|                    |            |               |
| Johnson-Odom 19    | Punti      | 25 Brown      |
| Johnson-Odom 7     | Assist     | 6 Hall        |
| Shermadini 7       | Rimbalzi   | 13 Johnson    |
| Stefano Sacripanti | Allenatori | Paolo Moretti |

| Arbitri: | Luigi Lamonica Mark Bartoli Beniamino Manuel Attard |

|                           |            |                    |
| Freeman 21                | Punti      | 23 Feldeine        |
| Freeman, Burgess, Henry 3 | Assist     | 3 Feldeine, Hollis |
| Hunt 9                    | Rimbalzi   | 7 Shermadini       |
| Giulio Griccioli          | Allenatori | Stefano Sacripanti |

| Arbitri: | Maurizio Biggi Tolga Sahin Emanuele Aronne |

|                    |            |                 |
| Johnson-Odom 23    | Punti      | 20 Goss         |
| Feldeine 6         | Assist     | 7 Goss          |
| Feldeine, Jones 6  | Rimbalzi   | 9 Perić         |
| Stefano Sacripanti | Allenatori | Carlo Recalcati |

| Arbitri: | Carmelo Paternicò Manuel Mazzoni Denis Quarta |

|                 |            |                    |
| Clark 17        | Punti      | 18 Williams        |
| Vitali 8        | Assist     | 4 Gentile          |
| Clark 7         | Rimbalzi   | 11 Williams        |
| Cesare Pancotto | Allenatori | Stefano Sacripanti |

| Arbitri: | Michele Rossi Alessandro Martolini Massimiliano Filippini |

|                    |            |                      |
| Jones 18           | Punti      | 22 Diener            |
| Johnson-Odom 4     | Assist     | 7 Cinciarini         |
| Williams 9         | Rimbalzi   | 10 Cervi             |
| Stefano Sacripanti | Allenatori | Massimiliano Menetti |

| Arbitri: | Roberto Begnis Emanuele Aronne Dario Morelli |

|            |            |                                    |
| Ross 22    | Punti      | 17 Johnson-Odom, Feldeine, Gentile |
| Williams 3 | Assist     | 5 Gentile                          |
| Ross 7     | Rimbalzi   | 10 Shermadini                      |
| Paolini    | Allenatori | Stefano Sacripanti                 |

| Arbitri: | Luigi Lamonica Mark Bartoli Fabrizio Paglialunga |

|                    |            |               |
| Gentile 17         | Punti      | 19 Gibson     |
| Feldeine 4         | Assist     | 4 Stipčević   |
| Buva 8             | Rimbalzi   | 7 Ejim        |
| Stefano Sacripanti | Allenatori | Luca Dalmonte |

##### Girone di ritorno
| Arbitri: | Gianluca Mattioli Gianluca Sardella Beniamino Manuel Attard |

|                       |            |                     |
| Jones 26              | Punti      | 20 Callahan         |
| Johnson-Odom, Jones 5 | Assist     | 11 Maynor           |
| Jones 7               | Rimbalzi   | 5 Rautins, Callahan |
| Stefano Sacripanti    | Allenatori | Attilio Caja        |

| Arbitri: | Manuel Mazzoni Mark Bartoli Fabrizio Paglialunga |

|                 |            |                    |
| Banks 18        | Punti      | 15 Feldeine        |
| Banks 3         | Assist     | 6 Johnson-Odom     |
| Anosike 10      | Rimbalzi   | 8 Shermadini, Buva |
| Fabrizio Frates | Allenatori | Stefano Sacripanti |

| Arbitri: | Tolga Sahin Dino Seghetti Evangelista Caiazza |

|                    |            |                      |
| Buva 24            | Punti      | 21 Owens             |
| Johnson-Odom 5     | Assist     | 6 Sanders, Spanghero |
| Buva 8             | Rimbalzi   | 6 Sanders            |
| Stefano Sacripanti | Allenatori | Maurizio Buscaglia   |

| Arbitri: | Roberto Begnis Lorenzo Baldini Gianluca Calbucci |

|               |            |                    |
| Hazell 33     | Punti      | 27 Johnson-Odom    |
| Gaddy 7       | Assist     | 7 Johnson-Odom     |
| Mazzola 9     | Rimbalzi   | 7 Gentile          |
| Giorgio Valli | Allenatori | Stefano Sacripanti |

| Arbitri: | Gianluca Mattioli Gianluca Sardella Emanuele Aronne |

|                      |            |                    |
| Logan 19             | Punti      | 14 Jones           |
| Dyson 5              | Assist     | 6 Johnson-Odom     |
| Sanders, Sacchetti 6 | Rimbalzi   | 7 Hollis           |
| Romeo Sacchetti      | Allenatori | Stefano Sacripanti |

| Arbitri: | Carmelo Paternicò Enrico Sabetta Carmelo Lo Guzzo |

|                    |            |                     |
| Gentile 20         | Punti      | 15 Ragland, Samuels |
| Feldeine 6         | Assist     | 4 Brooks            |
| Shermadini 11      | Rimbalzi   | 6 Melli             |
| Stefano Sacripanti | Allenatori | Luca Banchi         |

| Arbitri: | Roberto Begnis Lorenzo Baldini Emanuele Aronne |

|                    |            |                     |
| Feldeine 19        | Punti      | 21 Antonutti, Moore |
| Johnson-Odom 5     | Assist     | 7 Moore             |
| Buva, Gentile 6    | Rimbalzi   | 13 Ivanov           |
| Stefano Sacripanti | Allenatori | Vincenzo Esposito   |

| Arbitri: | Alessandro Martolini Michele Rossi Nicola Ranaudo |

|              |            |                       |
| Mays 19      | Punti      | 19 Johnson-Odom, Buva |
| Denmon 4     | Assist     | 4 Johnson-Odom        |
| James 15     | Rimbalzi   | 12 Buva               |
| Piero Bucchi | Allenatori | Stefano Sacripanti    |

| Arbitri: | Carmelo Paternicò Enrico Sabetta Gianluca Calbucci |

|               |            |                                |
| Williams 25   | Punti      | 21 Johnson-Odom                |
| Hall 9        | Assist     | 3 Feldeine, Abass, World Peace |
| Amoroso 11    | Rimbalzi   | 8 World Peace                  |
| Paolo Moretti | Allenatori | Stefano Sacripanti             |

| Arbitri: | Gianluca Mattioli Gianluca Sardella Denis Quarta |

|                    |            |                  |
| World Peace 19     | Punti      | 13 Archie        |
| Johnson-Odom 8     | Assist     | 9 Henry          |
| Buva 8             | Rimbalzi   | 8 Campbell       |
| Stefano Sacripanti | Allenatori | Giulio Griccioli |

| Venezia 12 aprile 2015, ore 18:15 11ª giornata | Reyer Venezia | 89 – 68 (17-21, 34-29, 68-40) referto | Pall. Cantù | Taliercio |
| \| \| \| \| \| Viggiano 21 \| Punti \| 12 World Peace \| \| Goss 8 \| Assist \| 5 Johnson-Odom \| \| Stone 9 \| Rimbalzi \| 7 Shermadini \| \| Carlo Recalcati \| Allenatori \| Stefano Sacripanti \| |               |                                       |             |           |
| |               |                                       |             |           |
| Viggiano 21 | Punti         | 12 World Peace                        |             |           |
| Goss 8 | Assist        | 5 Johnson-Odom                        |             |           |
| Stone 9 | Rimbalzi      | 7 Shermadini                          |             |           |
| Carlo Recalcati | Allenatori    | Stefano Sacripanti                    |             |           |

| Arbitri: | Paolo Taurino Gabriele Bettini Luca Weidmann |

|                    |            |                 |
| Gentile 16         | Punti      | 15 Hayes        |
| Gentile 4          | Assist     | 4 Vitali        |
| Williams 9         | Rimbalzi   | 7 Daniel        |
| Stefano Sacripanti | Allenatori | Cesare Pancotto |

| Arbitri: | Saverio Lanzarini Alessandro Vicino Denis Quarta |

|                      |            |                                  |
| Lavrinovic 16        | Punti      | 18 Feldeine                      |
| Cinciarini 12        | Assist     | 6 Johnson-Odom                   |
| Diener 12            | Rimbalzi   | 5 Feldeine, Shermadini, Williams |
| Massimiliano Menetti | Allenatori | Stefano Sacripanti               |

| Arbitri: | Roberto Chiari Maurizio Biggi Evangelista Caiazza |

|                    |            |                  |
| Feldeine 20        | Punti      | 20 Lorant        |
| Johnson-Odom 8     | Assist     | 3 Ross, Wright   |
| Johnson-Odom 12    | Rimbalzi   | 9 Judge          |
| Stefano Sacripanti | Allenatori | Riccardo Paolini |

| Arbitri: | Roberto Begnis Lorenzo Baldini Dario Morelli |

|                     |            |                    |
| Ejim 16             | Punti      | 25 World Peace     |
| Curry 7             | Assist     | 5 Johnson-Odom     |
| Ejim, Morgan, Ebi 6 | Rimbalzi   | 7 Johnson-Odom     |
| Luca Dalmonte       | Allenatori | Stefano Sacripanti |

#### Play-off
I Quarti di Finale si giocano al meglio delle cinque partite. La squadra con il miglior piazzamento in classifica al termine della stagione regolare gioca in casa gara-1, gara-2 e la eventuale gara-5.
|   | Squadra       | G1 | G2 | G3 | G4 | G5 |
| - | ------------- | -- | -- | -- | -- | -- |
| 2 | Reyer Venezia | 79 | 77 | 80 | 64 | 88 |
| 7 | Pall. Cantù   | 70 | 72 | 90 | 81 | 73 |

##### Quarti di finale
| Arbitri: | Gianluca Mattioli Gianluca Sardella Roberto Chiari |

|                 |            |                    |
| Perić 14        | Punti      | 22 Johnson-Odom    |
| Stone 9         | Assist     | 2 Johnson-Odom     |
| Stone 7         | Rimbalzi   | 10 Buva            |
| Carlo Recalcati | Allenatori | Stefano Sacripanti |

| Arbitri: | Manuel Mazzoni Lorenzo Baldini Carmelo Lo Guzzo |

|                 |            |                    |
| Goss 13         | Punti      | 25 Johnson-Odom    |
| Perić 6         | Assist     | 4 Feldeine         |
| Stone 13        | Rimbalzi   | 6 Abass            |
| Carlo Recalcati | Allenatori | Stefano Sacripanti |

| Arbitri: | Alessandro Martolini Michele Rossi Fabrizio Paglialunga |

|                          |            |                   |
| World Peace 16           | Punti      | 17 Goss, Viggiano |
| Johnson-Odom, Feldeine 4 | Assist     | 7 Goss            |
| Shermadini, Buva 9       | Rimbalzi   | Stone 15          |
| Stefano Sacripanti       | Allenatori | Carlo Recalcati   |

| Arbitri: | Tolga Sahin Dino Seghetti Gabriele Bettini |

|                               |            |                 |
| Abass 19                      | Punti      | 21 Ortner       |
| Johnson-Odom 4                | Assist     | 3 Jackson       |
| Feldeine, Buva, World Peace 6 | Rimbalzi   | 7 Perić         |
| Stefano Sacripanti            | Allenatori | Carlo Recalcati |

| Arbitri: | Carmelo Paternicò Enrico Sabetta Denis Quarta |

|                 |            |                                  |
| Goss 24         | Punti      | 15 Abass                         |
| Stone 6         | Assist     | 3 Feldeine                       |
| Stone 8         | Rimbalzi   | 6 Abass, Shermadini, World Peace |
| Carlo Recalcati | Allenatori | Stefano Sacripanti               |

### Eurocup

#### Regular Season
Le prime quattro classificate di ogni girone si qualificano per la Last 32.

Nel caso che due o più squadre concludano il girone a parità di punti in classifica, si terrà conto dei seguenti fattori:
1. Vittorie-sconfitte negli scontri diretti.
2. Differenza punti negli scontri diretti.
3. Differenza punti complessiva nella regular season.
4. Punti segnati nella regular season.
5. Somma dei quozienti tra punti segnati e punti subiti in ogni incontro della regular season.

| Qualificata alla Last 32 |
| Eliminata                |

|    | Squadra         | P.ti | G | V | P | PF  | PS  | DP   |
| -- | --------------- | ---- | - | - | - | --- | --- | ---- |
| 1. | Gran Canaria    | 18   | 9 | 9 | 0 | 764 | 638 | +126 |
| 2. | Ostenda         | 10   | 9 | 5 | 4 | 685 | 689 | -4   |
| 3. | Digione         | 10   | 9 | 5 | 4 | 641 | 674 | -33  |
| 4. | Pall. Cantù     | 8    | 9 | 4 | 5 | 661 | 669 | -8   |
| 5. | ASVEL           | 6    | 9 | 3 | 6 | 678 | 718 | -40  |
| 6. | Artland Dragons | 2    | 9 | 1 | 8 | 660 | 701 | -41  |

| Arbitri: | Grzegorz Ziemblicki Sergio Silva Zdravko Rutešić |

|            |          |                |
| Kuric 19   | Punti    | 25 Feldeine    |
| Bellas 5   | Assist   | 7 Johnson-Odom |
| Tavares 13 | Rimbalzi | 7 Buva         |

| Arbitri: | Jakub Zamojski Damir Javor Josip Radojkovic |

|                                |          |                |
| Hollis 15                      | Punti    | 22 King        |
| Johnson-Odom, Jones, Gentile 2 | Assist   | 4 King, Doreth |
| Buva 8                         | Rimbalzi | 9 King         |

| Arbitri: | Miguel Angel Perez Niz Panagiotis Anastopoulos Markos Michaelides |

|                  |          |                  |
| Jackson 20       | Punti    | 19 Gentile       |
| Lighty 4         | Assist   | 6 Johnson-Odom   |
| Lighty, Nivins 7 | Rimbalzi | 6 Gentile, Jones |

| Arbitri: | Carlos Peruga Mario Majkic Aleksandar Glisic |

|           |          |                               |
| Walker 21 | Punti    | 24 Johnson-Odom               |
| Walker 7  | Assist   | 4 Johnson-Odom                |
| Mendy 6   | Rimbalzi | 5 Hollis, Johnson-Odom, Jones |

| Arbitri: | Recep Ankarali Ioannis Foufis Oskars Lucis |

|            |          |                       |
| Jones 18   | Punti    | 16 Đorđević           |
| Feldeine 5 | Assist   | 3 Marnegrave          |
| Jones 8    | Rimbalzi | 6 Berggren, Wilkinson |

| Arbitri: | Fernando Rocha Serhij Zaščuk Torkild Rodsand |

|                 |          |                   |
| Johnson-Odom 14 | Punti    | 14 Kuric          |
| Feldeine 5      | Assist   | 5 Bellas          |
| Shermadini 6    | Rimbalzi | 6 Newley, Tavares |

| Arbitri: | Andrej Ersan Jurgis Laurinavicius Jean-Charles Collin |

|           |          |                |
| Graves 15 | Punti    | 16 Hollis      |
| King 4    | Assist   | 4 Johnson-Odom |
| King 11   | Rimbalzi | 9 Shermadini   |

| Arbitri: | Rustu Nuran Haris Bijedic Tomasz Trawicki |

|                             |          |                          |
| Johnson-Odom 17             | Punti    | 22 Green                 |
| Feldeine 5                  | Assist   | 3 Green, Lighty, Jackson |
| Buva, Gentile, Shermadini 6 | Rimbalzi | 7 Green                  |

| Arbitri: | Emilio Perez Pizarro Marcin Kowalski Aleksandar Milojevic |

|                 |          |           |
| Johnson-Odom 31 | Punti    | 13 Joseph |
| Feldeine 6      | Assist   | 4 Walker  |
| Gentile 6       | Rimbalzi | 4 Mendy   |

| Arbitri: | Robert Vyklicky Sergiy Chebyshev Josip Radojkovic |

|            |          |                |
| Prince 19  | Punti    | 15 Feldeine    |
| Đorđević 5 | Assist   | 4 Johnson-Odom |
| Berggren 7 | Rimbalzi | 6 Buva         |

#### Last 32
Vi prendono parte le 24 squadre che hanno superato la Regular Season più le 8 squadre eliminate nella Regular Season di Eurolega.
Le 32 formazioni sono suddivise in 8 raggruppamenti da 4 squadre ciascuno.
Si qualificano agli ottavi di finale le prime due classificate di ogni girone.
Nel caso due o più squadre al termine ottengano gli stessi punti, vengono classificate in base ai seguenti criteri:
1. Scontri diretti.
2. Differenza punti negli scontri diretti.
3. Differenza punti generale.
4. Punti fatti.
5. Somma dei quozienti di punti fatti e punti subiti in ogni partita.

| Qualificata agli Ottavi di finale |
| Eliminata                         |

|    | Squadra        | P.ti | G | V | P | PF  | PS  | DP  |
| -- | -------------- | ---- | - | - | - | --- | --- | --- |
| 1. | Chimki         | 10   | 6 | 5 | 1 | 512 | 449 | +63 |
| 2. | Pall. Cantù    | 6    | 6 | 3 | 3 | 454 | 449 | +5  |
| 3. | Limoges CSP    | 6    | 6 | 3 | 3 | 430 | 430 | 0   |
| 4. | PAOK Salonicco | 2    | 6 | 1 | 5 | 421 | 489 | -68 |

| Arbitri: | Vicente Bulto Joseph Bissang Saso Petek |

|                |          |           |
| Hollis 19      | Punti    | 25 Rice   |
| Johnson-Odom 7 | Assist   | 6 Koponen |
| Buva 6         | Rimbalzi | 9 Monja   |

| Arbitri: | Juan Carlos Garcia Gonzalez Radomir Vojinovic Aleksandar Milojevic |

|             |          |                |
| Langford 18 | Punti    | 16 Jones       |
| Tsochlas 7  | Assist   | 3 Johnson-Odom |
| Langford 6  | Rimbalzi | 9 Jones        |

| Arbitri: | Jose Ramon Garcia Ortiz Oscar Perea Ingus Baumanis |

|              |          |                  |
| Moerman 20   | Punti    | 19 Feldeine      |
| Westermann 6 | Assist   | 3 Shermadini     |
| Moerman 11   | Rimbalzi | 5 Buva, Williams |

| Arbitri: | Miguel Perez Perez Igor Dragojevic Piotr Pastusiak |

|                                 |          |           |
| Johnson-Odom 24                 | Punti    | 12 Smith  |
| Feldeine, Jones, Hollis, Buva 2 | Assist   | 5 Smith   |
| Johnson-Odom 8                  | Rimbalzi | 9 Moerman |

| Arbitri: | Fernando Rocha Aare Halliko Saso Petek |

|             |          |                        |
| Davis 14    | Punti    | 23 Johnson-Odom        |
| Rice 8      | Assist   | 2 Feldeine             |
| Augustine 6 | Rimbalzi | 6 Shermadini, Williams |

| Arbitri: | Srdan Dozai Radomir Vojinovic Zdravko Rutešić |

|                         |          |                    |
| Johnson-Odom 21         | Punti    | 17 Langford        |
| Gentile 5               | Assist   | 4 Tsochlas, Carter |
| Williams, Buva, Jones 5 | Rimbalzi | 6 Odum             |

#### Ottavi di finale
Nella fase ad eliminazione diretta, il turno è suddiviso in due partite, una in casa ed una in trasferta per ogni squadra, dove la somma dei punteggi delle due sfide, decreta il vincitore del turno. Per questo motivo, una singola partita può terminare in parità.
- La squadra che ha terminato le Last 32 con il miglior piazzamento, giocherà la seconda partita in casa.
- Se entrambe le squadre hanno ultimato le Last 32 con lo stesso piazzamento, la squadra con il maggior numero di vittorie nelle Last 32, giocherà la seconda partita in casa.
- In caso di ulteriore parità, la squadra con la più alta differenza canestri di tutte le Last 32, giocherà la seconda partita in casa.

| Arbitri: | Recep Ankarali Petri Mantyla Jean-Charles Collin |

|                 |          |                          |
| Johnson-Odom 15 | Punti    | 14 Bykov, Langford       |
| Buva, Gentile 2 | Assist   | 2 White, Bykov, Jerrells |
| Williams 7      | Rimbalzi | 11 Fischer               |

| Arbitri: | Jakub Zamojski Murat Biricik Uros Obrknezevic |

|                         |          |            |
| Kaimakoglou 14          | Punti    | 17 Buva    |
| Langford, Kaimakoglou 5 | Assist   | 4 Feldeine |
| Kaimakoglou 8           | Rimbalzi | 6 Buva     |